# Уэлд, Тереза
Тере́за Уэ́лд Бла́нчард (англ. Theresa Weld Blanchard; 21 августа 1893, Бруклайн, Массачусетс — 12 марта 1978, там же) — американская фигуристка, выступавшая в одиночном и парном катании в дуэте с Натаниэлем Найлзом.

## Биография
Родилась в 1893 году в семье Альфреда Уинзора Уэлда и его супруги Терезы.
В общей сложности она 15 раз побеждала в чемпионатах Соединённых Штатов (шесть как одиночница и девять — в паре). На Олимпиаде 1920 года она завоевала бронзовую награду.
Тереза была также редактором-добровольцем официального издания Ассоциации фигурного катания Соединённых Штатов Skating Magazine. Сначала совместно с Найлзом с момента основания журнала в 1923 году, а затем в качестве единственного редактора после его ранней смерти в начале 30-х до 1963 года, после чего стала почётным редактором издания. Занимала официальные посты в спортивных федерациях и комитетах страны.
Была замужем за Чарльзом Барнсом Бланчардом, скончавшимся в 1966 году.
В 1989 году Уэлд была посмертно включена в Международный зал славы женского спорта.